# Counting Out Time/Riding the Scree
Counting Out Time/Riding the Scree è un singolo del gruppo musicale britannico Genesis, pubblicato nel 1974 come estratto dal concept album The Lamb Lies Down on Broadway.

## Descrizione
Il lato A Counting Out Time fu composto dal frontman Peter Gabriel, mentre Riding the Scree è frutto della collaborazione tra Mike Rutherford e Tony Banks).